# Leptus autumnalis
Leptus autumnalis (Latr.) es una denominación antigua para una o varias especies de la familia Trombiculidae, que afectan a humanos y solían conocerse por el nombre de "harvest-bug" o insecto de la cosecha (aunque son ácaros, y no insectos), de un tamaño minúsculo y usualmente representado con tres pares de patas. Los ácaros adultos tienen cuatro pares de patas, pues son quelicerados y no hexápodos; por lo que es probable que L. autumnalis sea representado con 3 pares de patas por ser el estadio larval. Son frecuentemente descritos a lo largo del siglo XIX en diversas publicaciones y notas de carácter científico como una "plaga estival de cierta gravedad".

## Sentido del gusto
Se ha relacionado a esta especie o denominación con un refinado sentido del gusto, una característica obviada en los insectos antes del siglo XIX puesto que se creía que las estructuras coriáceas del aparato oral les impedía tener unos receptores desarrollados y aptos para degustar.
En concreto, hay anécdotas bien documentadas de cómo dos personas compartían cama y solo una de ellas amanecía con manifiestas ronchas rojas, provocadas por la infestación dérmica de estas larvas de ácaro. Este hecho - común en todos los hematófagos y también observado por los entomólogos de la época en herbívoros - delata una predilección de los insectos por una fuente de nutrientes más apta frente a otra mediante el discernimiento que le brindaría el sentido del gusto. Stewart observó en Leptus autumnalis una preferencia remarcable por mujeres y niños, lo que según James Rennie podría ser explicado por una "dificultad en la penetración del tegumento en pieles más correosas y secas, con menos sustancias olorosas en el líquido intersticial inmediatamente después de la epidermis, como la de los hombres y la de los adultos".
Otros experimentos de la época con moscas (musca domestica) permitirían confirmar esto, ya que fue añadido un componente amargo al agua azucarada para comprobar el comportamiento de estos dípteros. Sorprendentemente, eran atraídas por el olor o la quimiotaxis hacia la fuente de carbono; pero una vez probado un poco, huían rápidamente. Esto era una evidencia más de que los insectos corregían el olfato mediante el sentido del gusto.